# Phyllanthus humbertianus
Phyllanthus humbertianus är en emblikaväxtart som beskrevs av Jacques Désiré Leandri. Phyllanthus humbertianus ingår i släktet Phyllanthus och familjen emblikaväxter. Inga underarter finns listade i Catalogue of Life.